# Psicoesclerosis
La psicoesclerosis es una actitud rígida ante las cosas. Se trata de un término que procede de la psicología.
La psicoesclerosis vendría provocada por el hábito de pensar de una manera mundana, sencilla, o perezosa. Este hábito se ve potenciado según muchos psicólogos por los medios de comunicación de masas y el consumo funcional constante de otros productos que no requieren inducción ni grandes procesos mentales.
Algunos psicólogos denominan «fijación funcional a la trampa de la rutina. El resultado es ver sólo la manera obvia de solucionar un problema, cómoda, y cuyo resultado, afirman Paul Kaufman y Michael Ray en El espíritu creativo, un «endurecimiento de las actitudes». 
La psicoesclerosis está relacionado con otros fenómenos psicológicos como pueden ser el hipernarcisismo, el consumo masivo de televisión, la simplificación del lenguaje, los mecanismos de agilización de los contenidos temáticos, la precariedad de los estudios de la enseñanza, la falta de lectura motivada, la precariedad de la enseñanza, la simplificación del lenguaje...
En muchos casos la falta de ejercicio mental se convierte en analfabetismo funcional, es decir, saber leer y calcular a nivel primordial, pero no saber comprender contenidos complejos, elaborar procesos de lógica o profundizar en el ámbito metafísico.